# Loomis (Califórnia)
Loomis é uma vila localizada no estado americano da Califórnia, no condado de Placer. Foi incorporada em 17 de dezembro de 1984.

## Geografia
De acordo com o United States Census Bureau, a cidade tem uma área de 18,8 km², onde todos os 18,8 km² estão cobertos por terra.

### Localidades na vizinhança
O diagrama seguinte representa as localidades num raio de 16 km ao redor de Loomis.

## Demografia
Segundo o censo nacional de 2010, a sua população é de 6 430 habitantes e sua densidade populacional é de 341,49 hab/km². É a localidade que, em 10 anos, menos cresceu no condado de Placer. Possui 2 465 residências, que resulta em uma densidade de 130,91 residências/km².